# Bethlehem (Pensilvania)
Bethlehem es una ciudad ubicada en los condados de Lehigh y Northampton en el estado estadounidense de Pensilvania. En el año 2000 tenía una población de 71.329 habitantes y una densidad poblacional de 594 personas por km².

## Geografía
Bethlehem se encuentra ubicada en las coordenadas 40°37′04″N 75°22′32″O / 40.61778, -75.37556.

## Historia
Bethlehem fue un centro de comercio e industria durante la Revolución Industrial. La empresa Bethlehem Steel Corporation, fundada y basada en Bethlehem, llegó a convertirse en el segundo mayor productor de acero y el mayor constructor naval del país. Después de un descenso en la industria del acero estadounidense y otra serie de problemas internos, la empresa se declaró en quiebra en 2001 y finalmente fue disuelta en 2003.

## Demografía
Según la Oficina del Censo en 2000 los ingresos medios por hogar en la localidad eran de $35,815 y los ingresos medios por familia eran $45,354. Los hombres tenían unos ingresos medios de $35,190 frente a los $25,817 para las mujeres. La renta per cápita para la localidad era de $18,987. Alrededor del 15% de la población estaba por debajo del umbral de pobreza.